# ティモシー・スナイダー

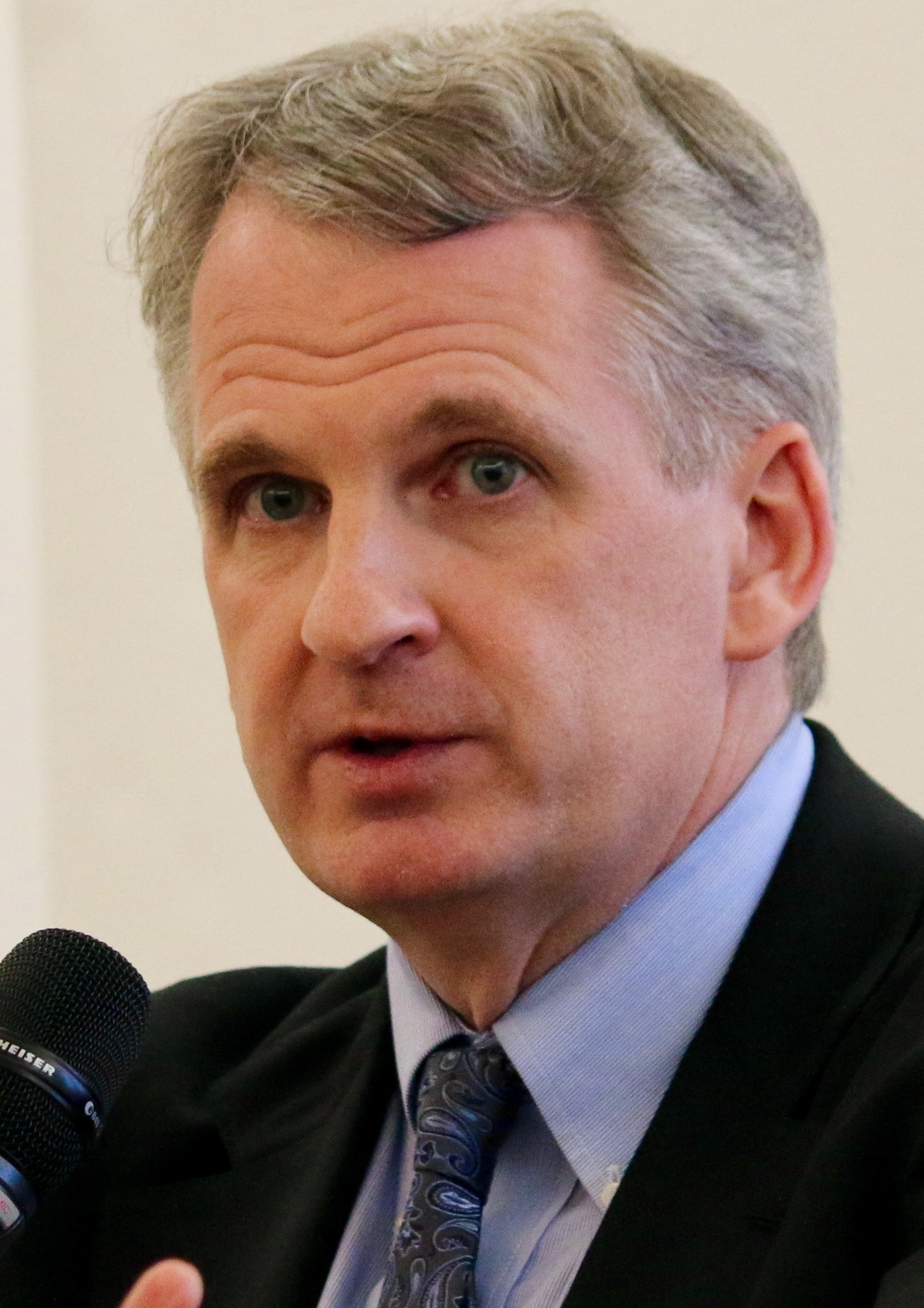
2016年撮影

ティモシー・D・スナイダー（Timothy David Snyder、1969年8月18日 - ）は、アメリカ合衆国・イェール大学の教授を経てカナダ・トロント大学教授になる。歴史家で専門は近代ナショナリズム史、中東欧史、ホロコースト論。

## 生涯
オハイオ州デイトン生まれ。ブラウン大学卒業。1997年、オックスフォード大学にて博士号を取得。その後パリ、ウィーン、ワルシャワ、そしてハーバード大学で研究員を務めた。
近年ウクライナ情勢についての頻繁な発言が国際的に注目を集めているが、元々さまざまな紙誌への寄稿や講演は多い。外交問題評議会、アメリカ合衆国ホロコースト記念博物館などたくさんの機構のメンバーである。11ヶ国のヨーロッパの言語（とりわけ東ヨーロッパの言語）を理解することで、一次資料へのアクセスが可能になり、Black Earth（2015年、日本語訳2016年『ブラックアース――ホロコーストの歴史と警告』）やBloodlands（2010年、日本語訳2015年『ブラッドランド　ヒトラーとスターリン 大虐殺の真実』）のような、ドイツ側の視点に偏らぬ広汎にして刺激的なホロコースト論の発表につながっている。また、The Red Prince: The Secret Lives of a Habsburg Archduke（2008年、日本語訳2014年『赤い大公――ハプスブルク家と東欧の20世紀』）やSketches from a Secret War（2005年）のような優れた評伝も著している。トニー・ジャットの最後の書Thinking the Twentieth Century（2012年、日本語訳2015年『20世紀を考える』）では聞き手を務めた。ハンナ・アーレント賞（2013年）を始め受賞歴も豊富である。2005年に結婚した夫人のマーシ・ショア（Marci Shore）もイェール大学での同僚であり、やはり東ヨーロッパ史の専門家である。2025年からショア夫人ともどもイェール大学からカナダ・トロント大学に移った。
2017年1月に初めて来日し、東京大学（11日）、慶應義塾大学（12日）、聖心女子大学（13日）で講演が行われた。

## 著書
- Nationalism, Marxism, and Modern Central Europe: A Biography of Kazimierz Kelles-Krauz,  (Harvard University Press, 1998)
- The Reconstruction of Nations: Poland, Ukraine, Lithuania, Belarus, 1569-1999,  (Yale University Press, 2003)
- Sketches from a Secret War: A Polish Artist's Mission to Liberate Soviet Ukraine,  (Yale University Press, 2005)
  - 『秘密の戦争――共産主義と東欧の20世紀』（松井貴子訳、慶應義塾大学出版会、2021年）
- The Red Prince: The Secret Lives of A Habsburg Archduke,  (Basic Books, 2008)
  - 『赤い大公――ハプスブルク家と東欧の20世紀』（池田年穂訳、慶應義塾大学出版会、2014年）
- Bloodlands: Eastern Europe Between Hitler and Stalin,  (Basic Books, 2010)
  - 『ブラッドランド――ヒトラーとスターリン 大虐殺の真実』上・下（布施由紀子訳、筑摩書房、2015年／ちくま学芸文庫、2022年）
- Black Earth: The Holocaust as History and Warning, （Tim Duggan Books, 2015）
  - 『ブラックアース――ホロコーストの歴史と警告』上・下（池田年穂訳、慶應義塾大学出版会、2016年）
- On Tyranny: Twenty Lessons from the Twentieth Century, （Tim Duggan Books, 2017）
  - 『暴政――20世紀の歴史に学ぶ20のレッスン』（池田年穂訳、慶應義塾大学出版会、2017年）
- The Road to Unfreedom: Russia, Europe, America, (Tim Duggan Books, 2018)
  - 『自由なき世界――フェイクデモクラシーと新たなファシズム』上・下（池田年穂訳、慶應義塾大学出版会、2020年）
- Our Malady: Lessons in Liberty from a Hospital diary, （Crown, 2020）
  - 『アメリカの病――パンデミックが暴く自由と連帯の危機』（池田年穂訳、慶應義塾大学出版会、2021年）

共著
- トニー・ジャットへの聞き手『20世紀を考える』（河野真太郎訳、みすず書房、2015年）

編著
- Wall Around the West: State Power and Immigration Controls in Europe and North America (Rowman and Littlefield, 2000)